# انتخابات عمومی ۲۰۱۹ اسپانیا
انتخابات عمومی سال ۲۰۱۹ اسپانیا (انگلیسی: 2019 Spanish general election) روز یکشنبه ۲۸ آوریل ۲۰۱۹ در کشور اسپانیا برگزار گردید تا تمامی کرسی های انتخابی کرتس خنرالس از طریق آرای عمومی انتخاب شوند. در این انتخابات  75.8% مردم اسپانیا شرکت کردند و حزب کارگران سوسیالیست اسپانیا به رهبری پدرو سانچز با کسب  ۲۸٫۷٪  آرا و ۱۲۳ کرسی، اکثریت نسبی را به دست آورد تا دولت ائتلافی تشکیل دهد.